# Cagnano
Cagnano (in corso Cagnanu) è un comune francese di 200 abitanti situato nel dipartimento dell'Alta Corsica nella regione della Corsica.
Cagnano è un comune sparso formato dai seguenti abitati: Porticciolo, Suare, Ghilloni, Ortale (o Ortali), Adamo, Piazze, Terre Rosse e Carbonacce.

## Società

### Evoluzione demografica
Abitanti censiti